# Gnetum bosavicum
Gnetum bosavicum är en kärlväxtart som beskrevs av Markgr. Gnetum bosavicum ingår i släktet Gnetum och familjen Gnetaceae. Inga underarter finns listade i Catalogue of Life.